# KSysguard

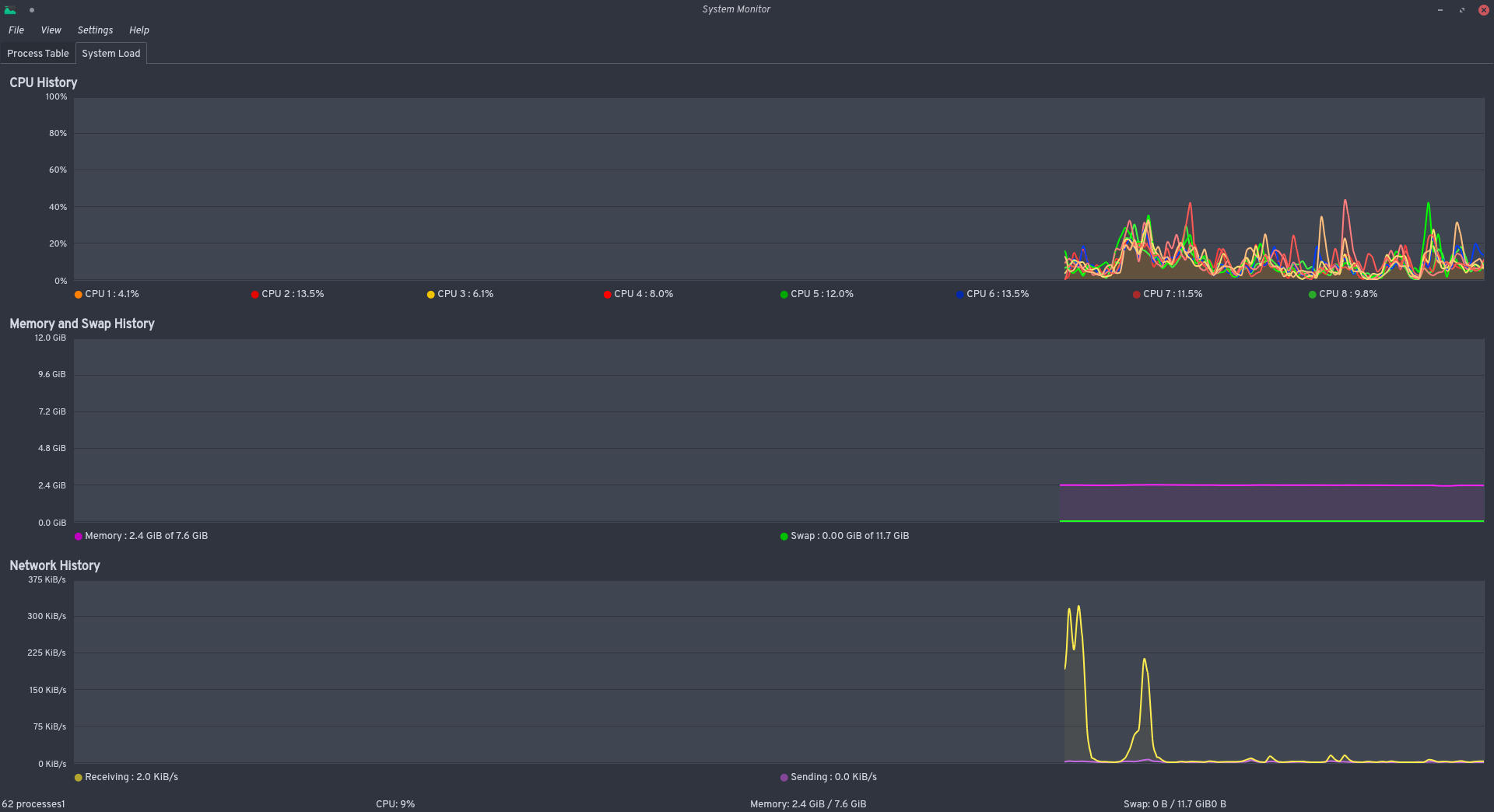
Diagrammansicht von KSysguard mit den Leistungsdiagrammen verschiedener Ressourcen

KSysguard (auch bekannt als KDE System Monitor) übernimmt in KDE SC 4 die Aufgabe der Prozessverwaltung und Leistungsüberwachung.
KSysguard bietet eine Client/Server-Architektur, die das Überwachen von lokalen und Netzwerk-Ressourcen zulässt. Dafür verwendet die graphische Oberfläche so genannte Sensoren, um die Informationen zu bekommen, die auf ihr dargestellt werden. Ein Sensor kann einfache Werte oder auch komplexere Informationen wie Tabellen liefern. Für jede Art von Information werden eine oder mehrere Anzeigen bereitgestellt, die wiederum in Arbeitsblättern zusammengefasst werden, die gespeichert und unabhängig voneinander auch wieder geladen werden können. Damit ist KSysguard nicht nur ein einfacher Prozess-Verwalter, sondern gleichzeitig auch ein sehr mächtiges Werkzeug zur Kontrolle großer Server-Verbände.
Seit einiger Zeit wird KSysGuard nicht mehr betreut und nicht mehr durch die KDE-Gemeinschaft veröffentlicht. Der Plasma System Monitor gilt als Ersatz.